# Halloween bei den echten Louds
Halloween bei den echten Louds (Originaltitel: A Really Haunted Loud House) ist ein US-amerikanischer Fernsehfilm der Serie Willkommen bei den echten Louds, die wiederum auf der Zeichentrickserie Willkommen bei den Louds basiert. Es handelt sich um die zweite Realverfilmung der Serie. Am 28. September 2023 erschien der Film in den USA. Die deutsche Veröffentlichung fand am 18. Oktober 2024 statt. 

## Handlung
An Halloween sind Lincoln Loud und sein bester Freund Clyde McBride hin- und hergerissen. Sie müssen sich zwischen „Süßes oder Saures“ samt dem typischen Gruselspektakel der Familie Loud oder der Teilnahme an einer Halloween-Party entscheiden, die von Xander Coddington, dem coolen neuen Kind an der Schule und Social-Media-Influencer, veranstaltet wird. Lincoln und Clyde entscheiden sich schließlich, das Gruselspektakel auszulassen und zu Xanders Halloween-Party zu gehen, was seine Familie enttäuscht. Die Dinge werden jedoch kompliziert, als Rita aus Sorge um die Zahnprobleme ihrer Familie beschließt, statt Süßigkeiten Zahnbürsten zu verschenken, und so den Zorn einiger Kinder auf die Familie Loud zieht. Als sich dies auf Xanders Party herumspricht, schlägt Lincoln vor, das Haus, das Zahnbürsten verschenkt, zu terrorisieren – ohne zu wissen, dass es sich um sein eigenes handelt. Xander und seine Freunde sind von der Idee begeistert und machen sich auf den Weg zum Haus der Louds, das Lincoln, seine Familie und Clyde durch Zusammenarbeit verteidigen müssen. Dies gelingt ihnen auch, wovon Xander jedoch wenig begeistert ist, und daher gemeinsam mit seinem Bruder beschließt, Lisas riesigen Kürbis, zu dem sie eine freundschaftliche Beziehung aufgebaut hat, zu zerstören, was Lincoln, seine Familie und Clyde ebenfalls verhindern müssen.

## Produktion und Veröffentlichung
Am 4. April 2023 wurde der Film „A Really Haunted Loud House“, der die zweite Realverfilmung der Serie sein soll, angekündigt. Der Film erschien am 28. September 2023 in den USA bei Paramount+ und lief am selben Abend auch bei Nickelodeon. In Deutschland wurde der Film am 18. Oktober 2024 bei Paramount+ veröffentlicht. Am darauffolgenden Tag wurde er auch bei Nickelodeon gezeigt.